# Грісен
Грісен (ісп. Grisén) — муніципалітет в Іспанії, у складі автономної спільноти Арагон, у провінції Сарагоса. Населення — 554 особи (2010).
Муніципалітет розташований на відстані близько 260 км на північний схід від Мадрида, 25 км на північний захід від Сарагоси.

## Демографія
Динаміка населення (INE ):